# Upperudsälven
Upperudsälven är ett vattendrag i Dalsland och i Värmland, 135 km långt – 146 km inklusive källflöden. Inom dess avrinningsområde finns en stor del av landskapets sjöar, inklusive Stora Le och Foxen, Lelång, Västra Silen och Östra Silen. Dalslands kanal är anlagd utefter Upperudsälven.

## Beskrivning
Upperudsälvens avrinningsområde är 3330 km², varav 73 procent är skogs- och hyggesmark, 16 procent sjöar, 3 procent åker- och betesmark, 1 procent myrmark, 1 procent tätorter och 6 procent övrig mark. Bland sjöarna som avvattnas av älven finns en stor del av Dalslands vattenytor, inklusive Stora Le och Foxen, Lelång, Åklång, Västra Silen och Östra Silen. Älvens lopp är V-format genom dess lopp genom ett antal avlånga sjöar. En mindre del av avrinningsområdet är beläget i Norge. Älvens medelvattenföring vid mynningen är 45 m³/s.
Upperudsälven tillhör Göta älvs huvudavrinningsområde. Dalslands kanal följer Upperudsälvens lopp mellan sjöarna i Värmland och Dalsland och Vänern. Älven, vars vatten är förorenat av tungmetaller, mynnar i Vänern i Dalbosjön.